# Haplophyllum boissieranum
Espèce
Classification phylogénétique
Haplophyllum boissieranum, encore appelée Haplophyllum albanicum, est une espèce de plantes à fleurs du genre Haplophyllum et de la famille des Rutaceae. On la trouve dans les pays de l'ex-Yougoslavie, en Albanie et en Grèce. Cette espèce a été nommée en hommage à Edmond Boissier.